# Domingo Salaberry
Domingo Eusebio Salaberry (Buenos Aires, 14 de agosto de 1879 - íd., 11 de noviembre de 1923) fue un abogado y político argentino que ejerció como Ministro de Hacienda de su país durante toda la primera presidencia de Hipólito Yrigoyen. Como tal, fue el ministro de economía que más tiempo duró en dicho cargo en la historia argentina.

## Biografía
Domingo Salaberry nació en la localidad de Avellaneda el 14 de agosto de 1879 en el seno de una familia de inmigrantes vasco-franceses, siendo hijo de Juan Francisco Salaberry y de Magdalena Mandagaran. Salaberry era la tercera generación de una familia de consignatarios de hacienda, fundadora de Salaberry Bercetche & Cía. Juan Salaberry, su abuelo vasco, había llegado al país en 1848 y se inició en el negocio del ganado. Lo sucedió su hijo Juan Francisco, quien durante doce años integró el directorio del Banco Español del Río de la Plata y murió en 1908.
Se recibió de abogado en el año 1900 en la Universidad de Buenos Aires y se especializó en derecho comercial. Desde su juventud estuvo afiliado a la Unión Cívica Radical. Entre 1913 y 1914 fue presidente del Centro de Consignatarios de Productores del País y fue vicepresidente de la Sociedad Rural Argentina. Intervino en la colecta pública para erigir un hospital, en memoria de su padre, en el barrio de Mataderos. El hospital Juan Francisco Salaberry fue inaugurado el 3 de septiembre de 1915. 
En el año 1914 Salaberry fue electo diputado nacional por la provincia de Buenos Aires pero, debido a que fueron anuladas varias mesas de los comicios, el escrutinio definitivo le dio la banca al ingeniero Alfredo Demarchi. Logró ser elegido diputado nacional en el año 1916, asumiendo su cargo en mayo de ese año y renunciándolo en octubre, para asumir como Ministro de Hacienda del presidente Yrigoyen, cargo que ejerció durante todo su mandato. Cuando llegó al cargo, el país acumulaba una deuda flotante de 500 millones de pesos y afrontaba vencimientos por 80 millones. Salaberry ideó tomar un empréstito pero el Congreso se opuso a tomar un empréstito. También rechazaron la creación de un banco agrícola y un banco de la República. Tampoco fueron aprobados un proyecto de creación de la marina mercante, la ampliación de la red ferroviaria del centro y del norte del país. En la búsqueda de financiamiento interno, el gobierno intentó crear el impuesto a los réditos. Con lo recaudado, se pagarían las deudas del Estado. Pero no se lo aprobaron. En lo que sí tuvo éxito lo que hasta entonces representaba una experiencia inédita en el país: la aplicación, en 1917, de retenciones móviles. También contribuyó a la creación de la empresa petrolera estatal Yacimientos Petrolíferos Fiscales (YPF). 
Fue acusado de venalidad en distintas actividades, en particular en la distribución de cupos para la exportación de azúcar. Lo acusaban de beneficiar a la casa Salaberry Bercetche, la empresa familiar, en una distribución arbitraria en los cupos de azúcar. Además, le cuestionaron manejos con los frutos en tránsito y en otras maniobras poco claras que involucraban al cambio del oro de las legaciones. En marzo de 1921 se formó una comisión investigadora en el Congreso. El ministro Salaberry rechazó las acusaciones argumentando que era todo una maniobra de los conservadores e insistió en concurrir al Congreso Nacional para defenderse de las acusaciones, pero el presidente Yrigoyen no se lo permitió. No obstante, tras bajar de su cargo, el gobierno de Marcelo T. de Alvear se hizo parcialmente eco de esas acusaciones contra Salaberry.
La continuidad de las acusaciones causó que Salaberry se suicidara el 11 de noviembre de 1923 a los 44 años. El presidente Alvear y el ministro de Hacienda, Víctor M. Molina. Fue enterrado en el Cementerio de la Recoleta de Buenos Aires.